# قائمة بلعوشي
قائمة بلعوشي (مواليد 1965 وهران في الجزائر) هي صحفية ومراسلة ومذيعة مغربية تعد أول مغربية تقتحم مجال الصحافة الرياضية حيث شغلت عدة مناصب كصحفية ومراسلة ومذيعة للنشرة الإخبارية الرياضية في عدة محطات مغربية أبرزها القناة الأولى.

## مسيرتها
طردت رفقة عائلتها من الجزائر سنة 1975، إثر تهجير قسري شمل 350 ألف مغربي أو ذي أصول مغربية مقيم بالجزائر وذلك بعد قيام المغرب بتحرير الصحراء الغربية وضمها إلى أراضيه عقب تنظيم المسيرة الخضراء سنة 1975 إلا أن الجزائر رفضت السيادة المغربية عليها ودعمت جبهة البوليساريو ضد المغرب.
بعد طرد المغاربة من الجزائر والانتقال إلى وجدة، كانت تتابع فريق المولودية الوجدية الذي فاز بالبطولة سنة 1976. ومارست الكثير من الرياضات، من بينها رياضة الرغبي مع الرجال، وهي رياضة شعبية بمدينة وجدة. كانت تستمع كثيرا إلى تعليق نور الدين اكديرة. انتقلت مع أسرتها المتواضعة والمكونة من أب وأم وثمانية إخوة إلى العيش في غرفتين في دوار الحاجة بالرباط، فدرست بثانوية مولاي يوسف القريبة من دار البريهي، وكان يمر أما أعينها سعيد زدوق، ومحمد الاحمر، والحياني، ورشيد شباك.
حصلت على الإجازة والدراسات العليا في شعبة التاريخ المعاصر، كما كانت طالبة في محترف الفن المسرحي مع مجموعة من الفنانين، كرشيد الوالي، الركاكنة، بنعيسى الجيراري، وآخرين. اختارت ميدان الصحافة الرياضية على الرغم من تفوقها في مسارها التعليمي. ما جعل أساتذتها غير راضين عنها، الذين كانوا يرغبون أن تصبح أستاذة أكاديمية أو باحثة أركيولوجية في التاريخ، وبالأخص منهم أحمد التوفيق وأحمد العوينة. أصبحت صحافية رياضية سنة 1985. اهتمامها بالرياضة يعود لكون والدها كان عضوا في مكتب نادي عين تموشنت، وكان والدها صديقا لأب الإخوة الفيلالي لاعبي فريق المولودية الوجدية.
كانت من بين الفريق المكلف بالتحضير للألعاب الاولمبية لسنوات 1996 و2000 و2004.
| قائمة بلعوشي | أعذر المستوى الذي يظهر به بعض الصحافيين الشباب ذلك أن جيلنا احتك بأساتذة الصحافة الرياضية (الاحمر في الفروسية والتنس والكولف وزدوق في الوصف الرياضي)، كما أننا استفدنا من الكثير من الدورات الرياضية في العديد من البلدان. فيما يخص القناة الرياضية المغربية فإن صحفييها جاءوا من الصحافة المكتوبة أو من معاهد السمعي البصري وليس لهم اهتمام بما هو مهني، وانزلوهم في فوهة البركان، لقد اشتغلنا بدون إنترنيت وكنا نتعب من أجل الوصول إلى الخبر. إن الصحافة الرياضية عكس الصحافة الأخرى تتطلب إلماما بالنوع الرياضي، وأن تكون الرياضة هواية أيضا وإلا فسيكون الملل. | قائمة بلعوشي |